# Amadoco I
Amadoco I (in greco antico: Αμάδοκος?, Amàdokos; ... – 390 a.C. circa) è stato re degli Odrisi dal 410 a.C. all'inizio del IV secolo a.C..

## Biografia
Amadoco I fu amico del politico ateniese Alcibiade, di cui fu alleato durante la sconfitta ateniese di Egospotami (405 a.C.). Durante il suo regno subì diversi attacchi dai Triballi, perdendo ampie regioni del regno.
All'inizio del proprio regno (410 a.C.) affidò a Seute II l'amministrazione della parte meridionale del regno, tuttavia egli gli si ribellò nel quinquennio successivo: i due re erano estremamente potenti, ma non guadagnavano sufficiente vantaggio l'uno sull'altro per avere il potere su tutta la Tracia; solo attorno al 390 a.C., anno della sua morte, Amadoco si riconciliò con Seute, grazie all'aiuto dell'ateniese Trasibulo.
Capo Amodoco, sull'Isola Livingston, nelle Isole Shetland Meridionali in Antartide, prende il nome da lui.